# بات كونواي
بات كونواي (بالإنجليزية: Pat Conway)‏ هو ممثل أمريكي، ولد في 9 يناير 1931 بلوس أنجلوس في الولايات المتحدة، وتوفي في 24 أبريل 1981 في الولايات المتحدة.

## أعمال

### أفلام
- (1952) لنغني تحت المطر[4][5]

## وصلات خارجية
- بات كونواي على موقع IMDb (الإنجليزية)
- بات كونواي على موقع ألو سيني (الفرنسية)
- بات كونواي على موقع أول موفي (الإنجليزية)
- بات كونواي على موقع قاعدة بيانات الأفلام السويدية (السويدية)
- بات كونواي على موقع إن إن دي بي (الإنجليزية)
- بات كونواي على موقع قاعدة بيانات الفيلم (الإنجليزية)
- بات كونواي على موقع كينوبويسك (الروسية)